# Era de la Nueva Orden Jedi
La Era de la Nueva Orden Jedi es un período situado en la cronología ficticia del universo de la Guerra de las Galaxias. Dicho período engloba la historia de la Nueva Orden Jedi, representada en el universo expandido de Star Wars por dos series de novelas situadas entre el año 25 DBY y el 37 DBY. La primera serie se titula La Nueva Orden Jedi y la segunda Dark Nest.

## Historia de publicación
La Era de La Nueva Orden Jedi fue por primera vez desvelada al público en 1999 con la publicación de Vector Prime, primera novela de la serie La Nueva Orden Jedi. Los editores y escritores decidieron crear por primera vez una serie oscura, en la que muriesen personajes y en la que una raza extragaláctica invadiera la galaxia hasta conseguir la desintegración de los gobiernos como el Imperio Galáctico o la Nueva República.
La serie se focaliza por primera vez en los Jedi y los muestra ya como una orden, de ahí el nombre de la saga y la Era entera. Durante la Era de la Nueva República se había mostrado una Academia Jedi, aprendices de diversos lugares y un Maestro Luke Skywalker que trataba de entrenar a una base de Caballeros Jedi para poder reedificar una orden a la vez que buscaba más acerca de la Antigua Orden.
Sin embargo la acción mostraba amenazas a la República y como mucho las aventuras aisladas de algún aprendiz Jedi o de Luke Skywalker pero no había orden alguna, se mostraban Jedi parecidos a magos que desarrollaban sus capacidades de la Fuerza en una Academia.
Entonces novelas como The Hand of Thrawn, Unión, Survivor's Quest y series de novelas juveniles como Junior Jedi Knights o Young Jedi Knights comenzaron a hablar ligeramente de los Jedi a finales de la Era de la Nueva República. Estas historias mostraron a Luke Skywalker encontrando información vital para los Jedi, reformando su sistema, preparando la Academia para Iniciados jóvenes y aprendices ligados a Maestros…
Así fue como en 25 DBY, como puede leerse en la novela Vector Prime, se podía ver que en la Era de la Nueva República se habían entrenado unos cien Caballeros Jedi, algunos con aprendices y todos conociendo gran parte de la Antigua Orden, con túnicas, el Código Jedi, sables láser… Así que ya se podía decir que existía una Nueva Orden Jedi; sólo faltaba un Consejo Jedi para ésta.
La Era de la Nueva Orden Jedi muestra la acción mediante el protagonismo de otros Caballeros, Maestros y Aprendices que Luke Skywalker, pero también muestra a éste y su familia combatiendo contra amenazas como la invasión yuuzhan vong.

## Literatura
Los datos cronológicos se encuentran en el apartado Cronología de Star Wars.
- La Nueva Orden Jedi (diecinueve volúmenes)
- Dark Nest (trilogía)